# 布尻楡原大橋
布尻楡原大橋（ぬのしりにれはらおおはし）は、富山県富山市布尻 - 楡原の神通川に架かる国道41号（国道360号重複）猪谷楡原道路の橋長341 m（メートル）のアーチ橋。

## 概要
猪谷楡原道路は雨量規制区間を回避し、急勾配・急曲線の解消を目的に建設されている。布尻楡原大橋は仮称を楡原橋としており、猪谷楡原道路の神通川に架かる4橋のうち、最も富山方に架かる。
本橋は合理化アーチ橋として横構・対傾構を省いている。アーチリブには箱型が採用されている。本橋はアーチ部で平面曲線が曲率半径700 mの曲線であるため、対策として横支材で結合したアーチリブを3本配置し、平面線形に対応させて垂直材を横支材に結合させている。
- 形式 - 鋼単純鈑桁橋 + 鋼上路アーチ橋 + 鋼5径間連続2主鈑桁橋
- 活荷重 - B活荷重
- 橋長 - 341.000 m
  - 支間割 - 26.450 m + ( 4.500 m + 120.000 m + 4.500 m ) + (32.300 m + 34.000 m + 37.500 m + 36.600 m )
  - アーチ支間 - 126.000 m
  - アーチライズ - 25.500 m
- 幅員
  - 総幅員 - 10.700 m[注釈 1]
  - 有効幅員 - 9.500 m[注釈 2]
  - 車道 - 9.500 m[注釈 3]
  - 歩道 - なし
- 床版 - 合成床版
- 総鋼重 - 1,085 t（アーチ部）・416 t（連続鈑桁部）
- 曲率半径 - 700 m（アーチ部 - 連続鈑桁部）・640 m（連続鈑桁部）
- 設計 - 東京コンサルタンツ[3]
- 施工 - 日鉄ブリッジ[注釈 4]（アーチ部）・アルス製作所（連続鈑桁部）
- 架設工法 - ケーブルエレクション斜吊り工法（アーチ部）・トラッククレーンベント工法（連続鈑桁部）

## 歴史
1997年度（平成9年度）に猪谷楡原道路が事業化された。
2009年（平成21年）11月20日に本橋を含む庵谷 - 楡原間延長3.0 kmが供用を開始した。